# Моравська бановина
Мора́вська банови́на (сербохорв. Moravska banovina/Моравска бановина) — провінція  Королівства Югославія, одна з дев'ятьох бановин за адміністративно-територіальним поділом Югославії, чинним з 1929 по 1941 рік.

## Географія
Моравська бановина розташовувалася в східній частині королівства, на території сучасної Центральної  Сербії та північно-східної частини краю Косово.
На півдні бановина межувала з  Вардарською, на заході — з  Зетською і  Дринською бановинами, а на півночі — з  Дунайською бановиною. На північному сході адміністративні межі бановини визначав державний кордон Югославії з  Румунією, а на південному сході — з  Болгарією.
Бановина запозичила назву від сербської річки Морава. Її адміністративним центром вважалося місто Ніш.

## Поділ
У 1941 році в ході Другої світової війни країни нацистського блоку окупували Моравську бановину і поділили її між Болгарією, окупованою німцями Сербією та окупованою фашистською Італією Албанією.
Після війни регіон увійшов у СФРЮ як частина Соціалістичної республіки Сербія.